# Huddersfield
 Huddersfield  es una villa inglesa, perteneciente al Metropolitan Borough of Kirklees, en Yorkshire del Oeste, Inglaterra, cerca de la confluencia del río Colne con el río Holme. Tiene una población de 163 000 habitantes. 

## Deportes
Huddersfield Town es el club de fútbol local, y compite en la segunda categoría del fútbol nacional, la EFL Championship. Su estadio es el John Smith's Stadium cuyo aforo supera los 24 000 espectadores.